# Alcides Paiva
Alcides de Barros Paiva (ur. 5 września 1894 w Rio de Janeiro, zm. 5 grudnia 1959) – brazylijski piłkarz wodny, olimpijczyk.
Brał udział w igrzyskach olimpijskich w 1920 (Antwerpia). Grał w dwóch meczach z Francją i Szwecją, w których strzelił jednego gola (z Francją). Jego drużyna nie zdobyła jednak medalu.